# 康斯坦丁·齐奥尔科夫斯基
康斯坦丁·爱德华多维奇·齐奥尔科夫斯基（1857年9月17日—1935年9月19日）是俄罗斯和苏联的火箭专家和宇航先驱，有"俄羅斯航天之父"的美稱，他一生中大部分时间都是在莫斯科南部卡卢加郊外的木屋中度过的。

## 生平
他出生于莫斯科南部的梁赞州一个中产阶级家庭，他的父亲是波兰人，母亲是俄罗斯人，由于他九歲時得过猩红热，聽力幾乎喪失，因此他無法順利完成高中學業，這也導致他只能在家中學習到16岁。在自学期间，他每天去莫斯科图书馆读书，后来参加中学教师资格的考试，人们对他的数学才能惊叹不已，他笑着说：“书籍是我的老师！”
后来他成为一位中学数学教员，直到1920年退休。齐奥尔科夫斯基研究了宇宙航行和火箭推动力的许多方面理论，所以被认为是人类宇宙航行之父。他是第一位提出天梯理论的人。他最著名的作品是1903年出版的《利用反作用力设施探索宇宙空间》，是第一部从理论上论证火箭作用的论文。齐奥尔科夫斯基计算了进入地球轨道的逃逸速度是8千米/秒，利用液氧和液氢做燃料的多级火箭可以达到这个速度。齐奥尔科夫斯基一生出版了500多部关于宇宙航行的著作，包括一些科幻作品。他还设计了火箭控制方位的推进器，多级启动器，空间站和密封仓，以及提供氧气和食品的密封生态循环系统。遗憾的是他的理论并没有能够在旧俄罗斯变为现实，但是他的著作影响了整个欧洲和美国的航天事业。
齐奥尔科夫斯基当时也研究过大气中的飞行器，他的计算曾经取得和莱特兄弟同样的结果，但他没有能作出实际样品来。
苏联火箭之父弗里德里希·灿德尔对齐奥尔科夫斯基的著作推崇备至，1924年在苏联成立了第一个宇航学会，8月23日选举齐奥尔科夫斯基为军事航空学院的第一位教授。苏联于1930年造出OR-1液体燃料推进的火箭，1933年造出OR-2型。1929年，齐奥尔科夫斯基在他的著作《宇宙航行》中提出多级火箭的设想。火箭推进计算的基本公式是以他名字命名的。他还相信哲学家尼古拉·费奥多罗夫提出的向外星殖民的想法，认为这能使人类永久存在下去。现在在卡卢加有一个以他命名的宇航博物馆；月球上有一个以他命名的环形山，有一个小行星（第1590号）也是以他命名的。
1932年，齐奥尔科夫斯基被授予勞動旗幟勳章（勞動紅旗勳章）。
齐奥尔科夫斯基於1935年因胃部惡性腫瘤去世。

## 科學成就
- 火箭方程

## 名言
- “地球是人类的摇篮，但人类不可能永远生活在摇篮中。”

- “人类现在还软弱，但已经改造了地球表面。几百万年以后他们可以改变地球表面、海洋和大气。他们要像控制地球一样控制气候和太阳系。他们会穿越我们的星系，他们会到达其他太阳那里寻找新的能源来代替我们已经老化的太阳。”

## 備注
1. ↑  俄語羅馬化：Konstantin Eduarovich Tsiolkovsky